# Gerichtsbezirk Zwettl
Der Gerichtsbezirk Zwettl ist einer von 24 Gerichtsbezirken in Niederösterreich und deckungsgleich mit dem gleichnamigen politischen Bezirk Zwettl. Der übergeordnete Gerichtshof ist das Landesgericht Krems an der Donau.

## Gemeinden
Einwohner: Stand 1. Jänner 2024

### Städte
- Allentsteig (1736)
- Groß Gerungs (4468)
- Zwettl-Niederösterreich (10.766)

### Marktgemeinden
- Altmelon (856)
- Arbesbach (1570)
- Bad Traunstein (988)
- Echsenbach (1276)
- Göpfritz an der Wild (1754)
- Grafenschlag (844)
- Großgöttfritz (1319)
- Gutenbrunn (505)
- Kirchschlag (615)
- Kottes-Purk (1447)
- Langschlag (1711)
- Martinsberg (1065)
- Ottenschlag (1014)
- Pölla (898)
- Rappottenstein (1738)
- Sallingberg (1285)
- Schönbach (752)
- Schwarzenau (1493)
- Schweiggers (2031)
- Waldhausen (1180)

### Gemeinden
- Bärnkopf (344)

## Geschichte
1854 wurde der Gerichtsbezirk Schönbach aufgelöst. Am 1. Jänner 1992 wurden die Gerichtsbezirke Allentsteig (Gemeinden Allentsteig, Echsenbach, Göpfritz an der Wild, Pölla und Schwarzenau), Groß Gerungs (Gemeinden Altmelon, Arbesbach, Groß Gerungs, Langschlag und Rappottenstein) und Ottenschlag (Gemeinden Bärnkopf, Grafenschlag, Gutenbrunn, Kirchschlag, Kottes-Purk, Martinsberg, Ottenschlag, Sallingberg, Schönbach und Bad Traunstein) aufgelöst und dem Gerichtsbezirk Zwettl zugeschlagen.